# 三道河子 (伊犁河)
三道河子，位于中华人民共和国新疆维吾尔自治区西部的一条河流，是伊犁河右岸支流。发源于天山支脉别珍套山南麓，由源自霍尔果斯市东北部的切德克苏河和霍城县西北部的大西沟于霍城县大西沟乡西南汇集而成，干流向西南流至霍尔果斯市伊车嘎善锡伯族乡柳树渠村1组转南流，经可克达拉市（新疆生产建设兵团第四师师部），于新疆生产建设兵团第四师六十四团十九连东南汇入伊犁河。河流全长109千米，流域面积1237平方千米。